# Piccolo

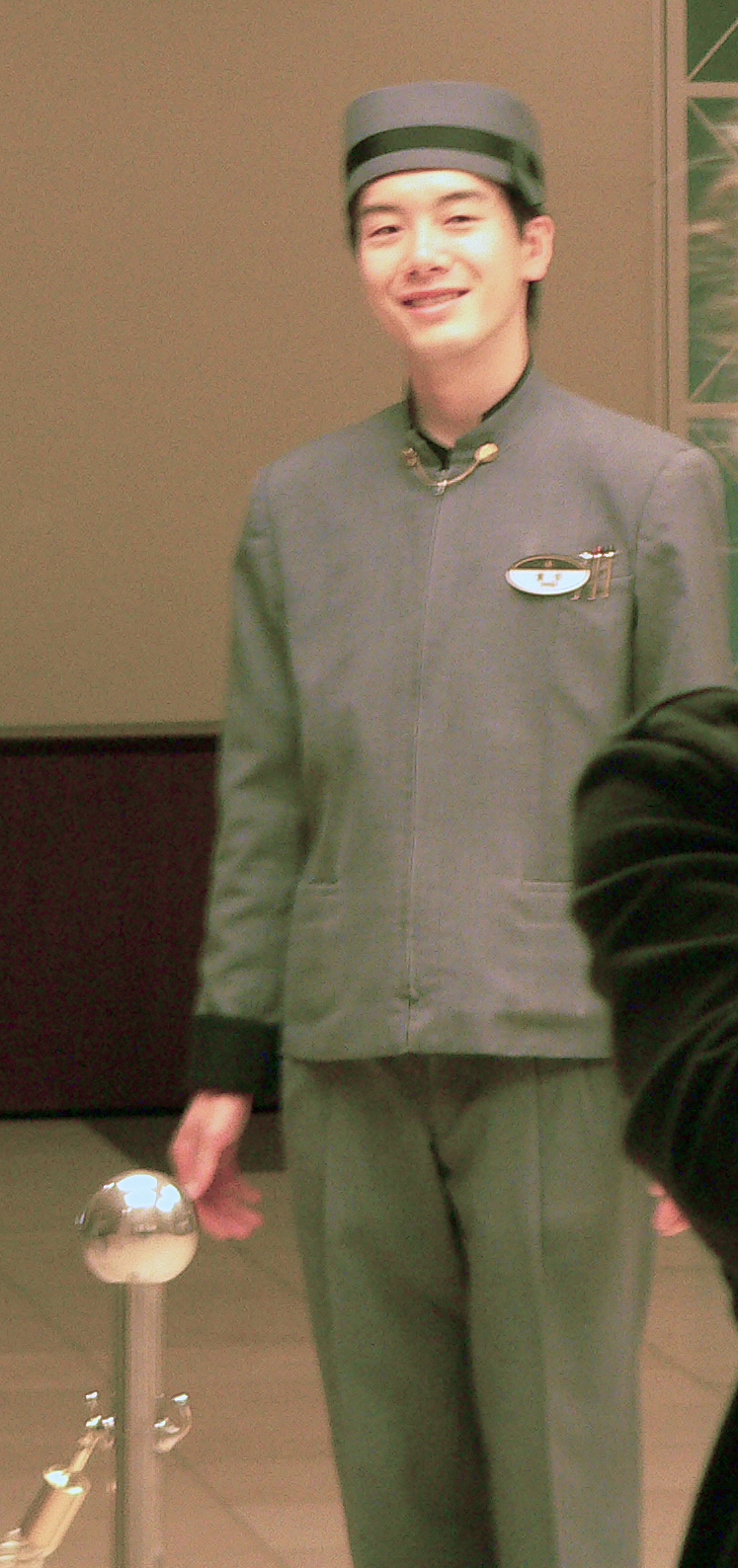
Japansk piccolo

Piccolo (italienska för liten) är en hotellanställd man eller pojke vars arbetsuppgifter inkluderar att bära gästernas bagage. En piccolo bär traditionellt livré som uniform.
Ordet kommer av italienskans piccolo som betyder 'liten'.